# Yemyelyan Ivanovich Pugachyov
Yemyelyan Ivanovich Pugachyov (Емелья́н Ива́нович Пугачёв, 1742 – 21 tháng 1 (lịch Gregory) hay 10 tháng 1 (lịch Julius) năm 1775) – đọc là Êmêlian Ivanôvích Pugatrốp là một nông dân người Cossack tại đế quốc Nga, thủ lĩnh của cuộc nổi dậy nông dân kéo dài từ năm 1773 đến năm 1775, chống lại Nữ hoàng Ekaterina II Đại đế. Giống như nhiều thủ lĩnh nông dân thời đó, để tập hợp quần chúng, Pugachyov đã mạo xưng Nga hoàng Pyotr III - vị vua đã bị Ekaterina II cướp ngôi và ám sát năm 1762. Triều đình Nga lúc bấy giờ xem ông là một kẻ mạo danh và một tên phiến loạn, nhưng đông đảo quần chúng nhân dân luôn nhớ về một "Nga hoàng Pyotr III" người Cossack đã cùng với họ chiến đấu chống lại cường quyền áp bức, chiến đấu vì một xã hội tự do bình đẳng.
Đại thi hào Nga là Aleksandr Sergeyevich Pushkin đã viết cuốn sử rất hay "Lịch sử cuộc bạo loạn Pugachyov" và thuật kỹ lại một số sự kiện trong cuộc bạo động này qua tác phẩm "Người con gái viên đại uý" (1836).

## Di sản của Pugachyov
Dù đã thất bại, cuộc nổi dậy Pugachyov vẫn còn ảnh hưởng đến chính phủ Nga hoàng trong nhiều năm sau. Nữ hoàng Ekaterina II đã cố gắng cải tổ bộ máy hành chính cấp tỉnh, nhưng bà phải bãi bỏ những ý định cải cách khác, chẳng hạn như công cuộc giải phóng tầng lớp nông nô Nga, do nỗi ám ảnh cuộc nổi dậy Pugachyov. Chế độ Nga hoàng ngày càng trở nên bảo thủ hơn. Nhà văn Nga Aleksandr Nikolayevich Radishchev (1749 – 1802), trong tác phẩm "Chuyến hành trình từ Sankt-Peterburg tới Moskva", đã lên án sự thống trị hà khắc của Nga hoàng, đặc biệt là chế độ chiếm hữu nông nô. Trong cuốn sách này, Radishchev xem Pugachyovv và cuộc nổi dậy là một lời cảnh báo.
Người ta thường gọi những nhà cách mạng của phong trào vô chính phủ Nga là "những thủ lĩnh Pugachyov trong trường Đại học".
Để tôn vinh ông, chính phủ Liên bang Xô viết (cũ) đã đặt tên Pugachyov cho thị trấn nơi chôn rau cắt rốn của ông. Trong văn học Liên Xô, ông được ca ngợi là một vị anh hùng dân tộc, đã lãnh đạo nhân dân Nga chống nhau với chế độ quân chủ và chủ nghĩa tư bản.